# Tchaj-wan na Letních olympijských hrách 2012
Tchaj-wan se účastnil Letní olympiády 2012. Zastupovalo ho 44 sportovců v 14 sportech.

## Medailisté
| Medaile | Jméno          | Sport     | Soutěž     |
| ------- | -------------- | --------- | ---------- |
| Stříbro | Sü Šu-ťing     | Vzpírání  | ženy 53 kg |
| Bronz   | Tseng Li-Cheng | Taekwondo | ženy 57 kg |